# Bend of the River
Bend of the River is een Amerikaanse film uit 1952 van Anthony Mann met in de hoofdrollen James Stewart, Arthur Kennedy en Julie Adams.
Het scenario is gebaseerd op de roman Bend of the Snake (1950) van Bill Gulick.
James Stewart en regisseur Anthony Mann werkten samen aan vijf westerns: Winchester '73 (1950), The Naked Spur (1953), The Far Country (1954), The Man from Laramie (1955) en Bend of the River.

## Verhaal
1847, Glyn McLyntock begeleidt een groep huifkarren met kolonisten van Missouri naar Portland, Oregon. Onderweg ziet hij een woedende menigte die een man wil lynchen. Glyn redt de man die Emerson Cole blijkt te heten en verdacht wordt van paardendiefstal. Hoewel Glyn de man herkent als een lid van de Missouri Border Raiders, een voormalige guerrilla-eenheid uit de Amerikaanse burgeroorlog, raakt hij toch met hem bevriend. 
Cole rijdt mee met de stoet huifkarren, die niet lang daarna wordt overvallen door indianen. Een van de kolonisten, Laura Baile, wordt in de schouder getroffen door een pijl. Samen met Cole doodt Glyn een aantal van de overvallers. Met enige jaloezie ziet Glyn dat Laura valt voor de veel jongere Cole. 
Eenmaal in Portland worden de kolonisten verwelkomd door Don Grundy van de lokale saloon en Tom Hendricks, de eigenaar van de stoomboot. De vader van Laura, Jeremy Baile, koopt voorraden in en Hendricks belooft die later in de winter te bezorgen op de plek waar de kolonisten willen neerstrijken. 
Tijdens een feest in de stad arriveert gokker en playboy Trey Wilson. Tijdens een partijtje poker tussen Cole, Trey en Grundy ontstaat ruzie en Cole schiet Grundy neer. De volgende dag gaan de kolonisten, zonder Cole, per stoomboot verder. Ook Laura is achtergebleven om te genezen van haar gewonde schouder. 
In de maanden daarop bouwen de kolonisten boerderijen, huizen, een school en een kerk. Als de winter nadert, zijn echter de beloofde voorraden en Laura nog niet gearriveerd. Glyn en Jeremy reizen naar Portland om te ontdekken dat de stad is ingenomen door een stroom goudzoekers. Het blijkt dat Hendricks veel meer geld voor de al betaalde voorraden kan krijgen, en niet van plan is die naar de kolonisten te sturen. Desondanks laat Glyn de goederen door een groepje mannen op de stoomboot laden en gaat op zoek naar Hendricks. Hij vindt hem in het nieuwe gokpaleis. Het blijkt dat Cole nu samen met Laura voor Hendricks werkt. Als Glyn Hendricks confronteert, weigert de laatste de voorraden op te geven en schiet op hem. Onmiddellijk krijgt Glyn hulp van Trey en Cole. De drie moeten vluchten en weten de stoomboot te bereiken. Achtervolgd door Hendricks en zijn mannen bereikt de stoomboot de plaats van de kolonisten. Glyn wacht Hendricks op en weet hem en zijn mannen te doden.
Als hij terugkeert zijn de mannen die geholpen helpen met de voorraden in opstand gekomen. Ze hebben honger en eisen tegen betaling een deel van de voorraden. Als Jeremy weigert te verkopen, schiet de vlam in de pan. Jeremy raakt gewoond en Cole kiest partij voor de opstandelingen. Hij slaat Glyn in elkaar, laat hem achter zonder paard en neemt Jeremy, Laura en de voorraden mee. Uiteindelijk lukt het Glyn een paard te vinden en hij achterhaalt Cole. De laatste slaat Jeremy in elkaar en schiet op Trey die de man te hulp komt. Ondanks de inspanningen van Glyn weet Cole te ontkomen. Die ontmoet de opstandelingen weer en neemt ze mee om Glyn te bevechten. Maar de mannen zijn geen partij voor geoefende schutters als Glyn, Jeremy en Trey. Wie niet wordt gedood, vlucht en Glyn gaat achter Cole aan. Ze vallen al vechtend in de rivier en Cole verdrinkt. Als Jeremy Glyn uit het water haalt, ziet hij de typische littekens in zijn hals van een Missouri Border Raider. Ook Glyn hoorde ooit bij de groep die tijdens de Amerikaanse Burgeroorlog plunderend en moordend rondtrok. Het is voor Jeremy het bewijs dat een man zich kan beteren. Niet lang daarna reizen ze door naar de kolonisten, Trey samen met Marjie, de zuster van Laura en Glyn met Laura.

## Rolverdeling
| Acteur          | Personage      |
| --------------- | -------------- |
| James Stewart   | Glyn McLyntock |
| Arthur Kennedy  | Emerson Cole   |
| Julie Adams     | Laura Baile    |
| Rock Hudson     | Trey WIlson    |
| Lori Nelson     | Marjie Baile   |
| Jay C. Flippen  | Jeremy Baile   |
| Howard Petrie   | Tom Hendricks  |
| Chubby Johnson  | kapitein Mello |
| Stephen Fetchit | Adam           |
| Harry Morgan    | Shorty         |
| Jack Lambert    | Red            |
| Royal Dano      | Long Tom       |

## Productie
De film heette tijdens de opnames aanvankelijk Bend of the Snake, naar het boek, maar de studio vond dat te scherp klinken en koos voor "Bend of the River". De opnames werd gemaakt in Oregon bij Snake River, de Sandy River, Mount Hood, Timberline Lodge en de Columbia River Gorge. De opnames waren niet gemakkelijk. James Stewart noemde het fysiek de meest inspannende film die hij ooit gemaakt heeft. Zijn tegenspeler, Arthur Kennedy, verstuikte zijn knie in een gevecht net Jay C. Flippen, en was veroordeeld om alleen scènes te paard te spelen tot zijn knie hersteld was. Omdat het landschap soms scherp naar beneden liep, had de studio allerlei veiligheden ingebouwd. Er werd speciaal een nieuw pad aangelegd met bulldozers naar de Sandy River. Tractors brachten de filmuitrusting voorzichtig langs de berghelling omhoog en bij sommige kliffen waren stalen kabels gespannen om de huifkarren aan te bevestigen en zo veilig te laten rijden. Ondanks alle ontberingen, de filmploeg en acteurs verbleven enkele weken in de wildernis, genoot Stewart met volle teugen van de opnames. Even weg van de bewoonde wereld en het gezinsleven. Het verhaal gaat dat James Stewart niet blij was toen Rock Hudson tijdens de première van de film meer applaus en toejuichingen kreeg dan hij. Hij nam zich voor nooit meer met Hudson te praten of te werken. Of het verhaal waar is of niet, beide acteurs hebben na deze film nooit meer samen in een filmproductie gestaan.